# Brankovics György (újságíró)
Szendrői Brankovics György (Balassagyarmat, 1843. november 23. – Újpest, 1930. június 7.) magyar újságíró, teológus, jogász, főhadnagy.

## Élete
Balassagyarmaton született, ahol édesapja megyei tisztviselő volt. Tanult Losoncon, Selmecen, Pozsonyban, a Győri Akadémián és a Budapesti Egyetemen; végzett teológiát és jogot. 1860-től 1871-ig joggyakornok volt; 1871-ben letette a honvédtiszti vizsgát és hadnagy, 1874-ben főhadnagy lett. Zászlóalji dandársegédtisztként szolgált, a főparancsnoki irodában és a honvédelmi minisztériumban is alkalmazták. 1875-ben lemondott tiszti rangjáról és két évi külföldi utazás után irodalommal és újságírással kezdett foglalkozni a fővárosban.
Különböző lapokban több ezer cikket, elbeszélést, és verset közölt. Emellett külön szépirodalmi művei is megjelentek, de sikert nem ért el velük. Írásaiban elsők között foglalkozott a nőkérdéssel. Megírta az 1848–49-es forradalom és szabadságharc történetét (A magyar szabadságharc története), és lefordította Habsburg–Lotaringiai Rudolf osztrák–magyar trónörökös útleírását (Utazás Keleten).
1930-ban 87. életévében szegényházban fejezte be életét.

## Művei

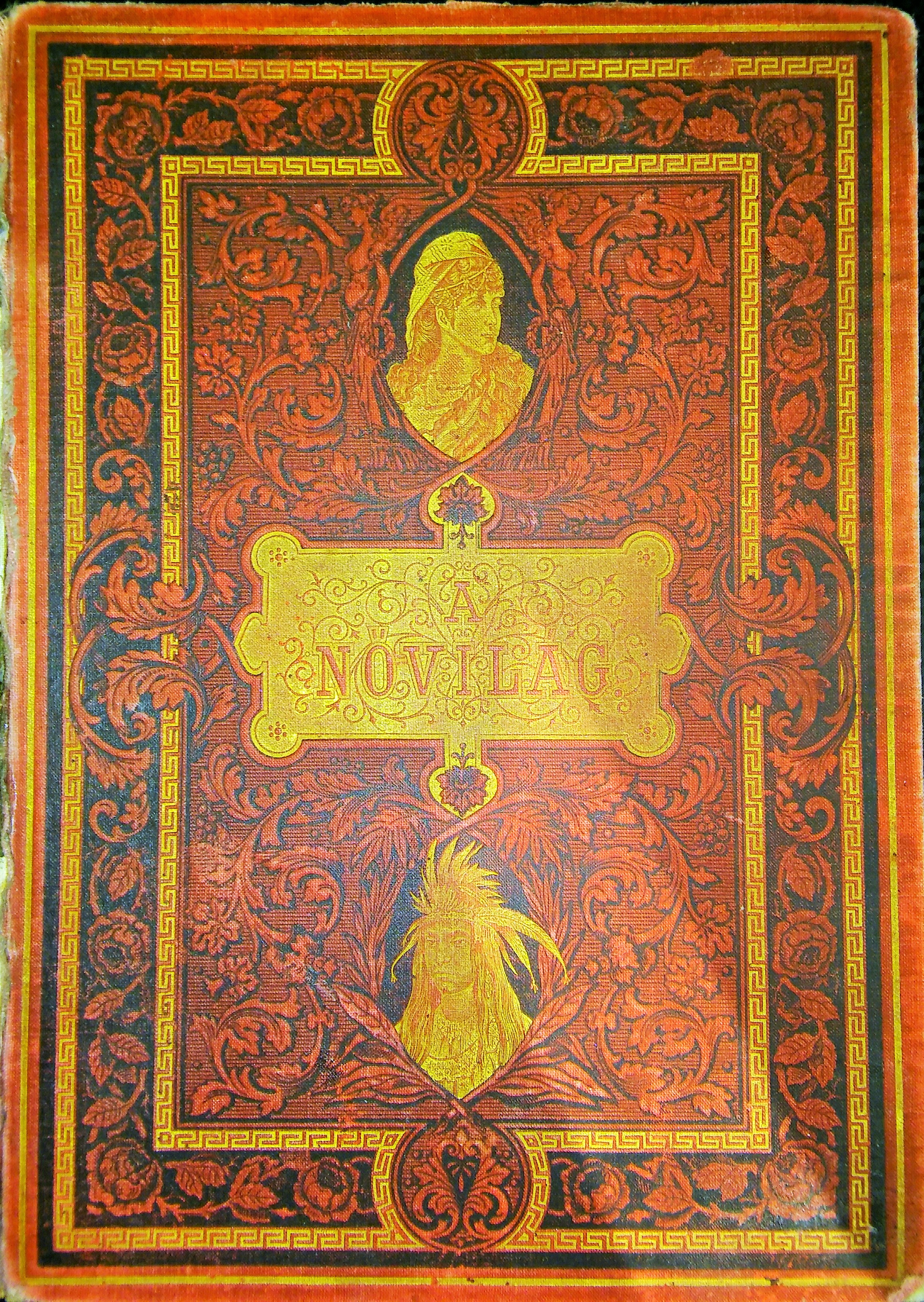
Schweiger Lerchenfeld Amand: A nővilág, ford. Brankovics György (borító)

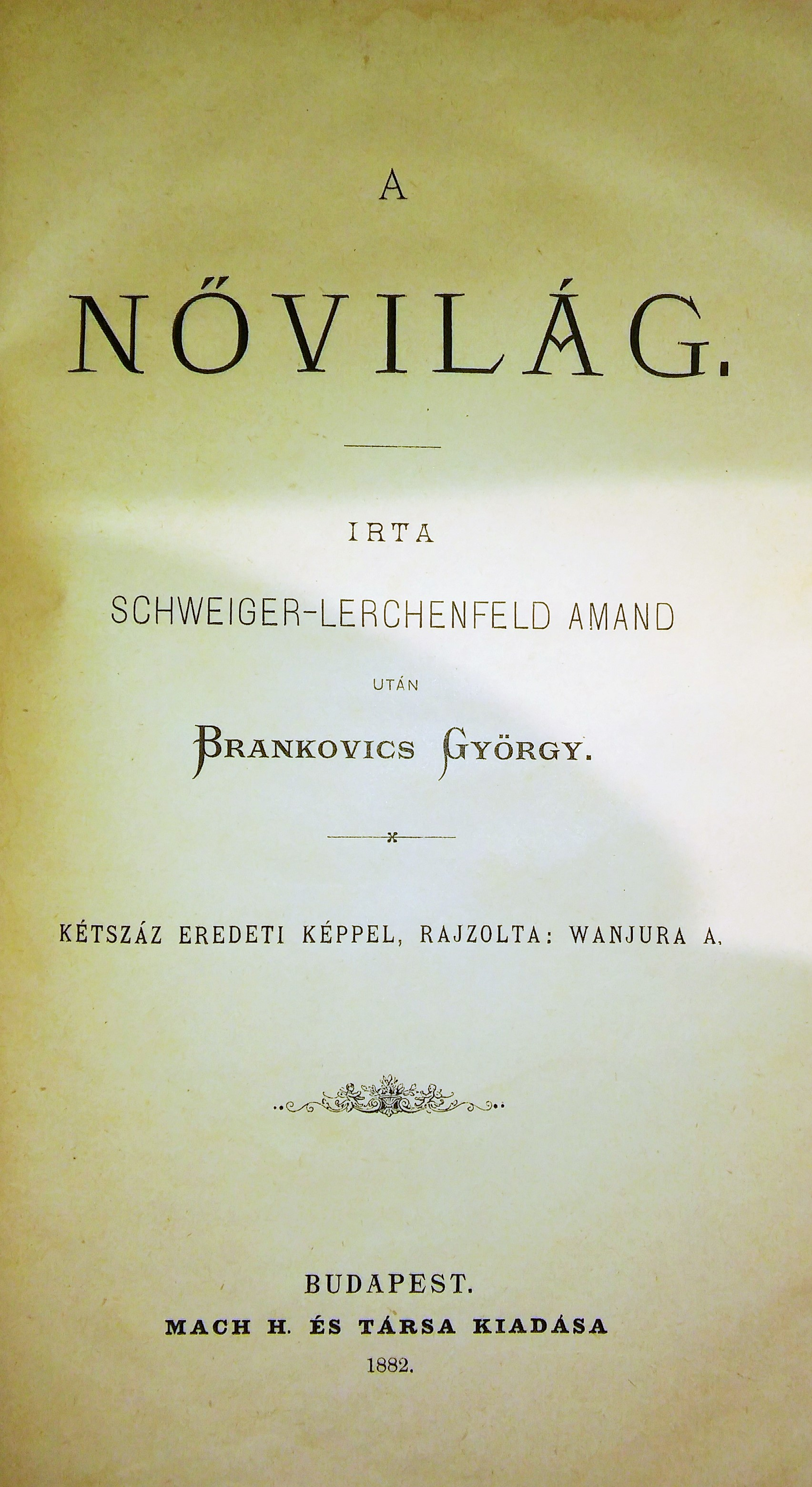
Schweiger Lerchenfeld Amand: A nővilág, ford. Brankovics György (címlap)

### Folyóiratcikkei
Írt esztétikai cikkeket, költeményeket, tárcákat, elbeszéléseket és vezércikkeket (2000-nél többet) 1868-tól a következő lapokba: Fővárosi Lapok (1868–1869) Családi Kör, Képes Családi Lapok, Borsszem Jankó, Reform, Hon, Egyetértés, Közvélemény, Győri Közlöny, Nógrádi Lapok, Hazánk, Váczi Közlöny, Délmagyar Lapok, Miskolcz, Szabadság (Székesfehérvár), Ungvár, Gyöngyös, Arad és Vidéke (1884), Somogy és az általa szerkesztett lapokba.
Szerkesztette a Budapest c. politikai képes napilapot és humorisztikus heti társlapját, az Uj Budapestet 1879. júl. 1-től 1883. dec. 10-ig; az Olvasótárt 1881-ben; a Kossuth később Hazánkfia c. képes hetilapot 1879. dec. 24-től 1880. máj. 29-ig; a Kitartás c. képes politikai napilapot 1883. dec. 16-tól 1884. febr. 12-ig, a Cigarette c. humorisztikus hetilapot 1883. dec. 25-től (de csak három száma jelent meg); az Uj Pest és Vidékét 1886. szept. 5-től 1887. máj. 15-ig, és ennek folytatását, az Uj Pesti Ellenőrt 1887. szept. 7-től 1888. jún. 30-ig; az Uj Pesti Figyelőt 1889. nov. 7-től 1890. márc. 6-ig és a Képes Családi Lapokat 1888. jan. 8-tól. 
Szerkesztette még a Budapest képes Naptárát 1880–1884-re és a Budapest kis képes Naptárát 1882–1884-re, illetve a következő sorozatot:
- Olvasótár. Válogatott beszélyek és regények gyüjteménye. 52 füzet. Budapest. 1880-as évek

Álnevei: Szendrői, Anonimus, Elemér (versei alatt), Diogenes, Kancsuzka Peti, Dongó (a Budapest, Borsszem Jankó, Olvasó Tár, Uj Budapest, Fővárosi Lapok, Családi Kör, Képes Családi Lapok, Egyetértés stb. lapoknál.)

### Saját könyvei
- Vérpohár. Szomorújáték 4 felvonásban. Győr, 1869
- Shakespeare jellemképei. Két kötet. Budapest, 1873–1878
- Shakespeare jellemképei. Ujabb tanulmányok. Budapest, 1879 (Magyar Könyvesház 54–55.)
- Közhonvéd. Regény. Ch. Zs. adatai nyomán. Budapest, 1880 (Piros Könyvtár 33.)
- Tündér mesék. Budapest, 1880
- Képes mesék. Budapest, 1880 (Elemér bácsi névvel)
- Hópelyhek. Elbeszélések. Budapest, 1883 (két kiadás)
- A mi hőseink. Gracza és Záhony története. Elbeszélés. Budapest, 1883
- Az életből az életnek. Aesthetikai csevegések. Budapest, 1884
- A pénz. Eredeti regény. Budapest, 1890
- Erzsébet királyné emléke. A magyar nép számára írta –. Budapest, é. n. [1890-es évek] (Krüzselyi Erzsébettel közösen, Mulattató és hasznos olvasmányok a magyar nép számára 67.)
- A „női szépség” művészetének tankönyve. Pécs, 1892
- A polgári házasság. Minden szabadelvű polgár számára. Budapest, 1893
- A női szépség ápolása és fentartása. Budapest, 1894
- A legujabb magyar általános levelező. A magán- és a kereskedelmi élet minden viszonyaira. Budapest, 1894. → (3., 1907-es kiadásról) reprint kiadás: Pytheas Kiadó és Nyomda, Budapest, 2003[6]
- Az Oroszlánszívű Richárd: regényes elbeszélés / Diogenes. Budapest, 1898
- Vitéz Sándor. Budapest, 1899 (Históriák, nóták 207.)
- Márton remete. Budapest, 1899 (Históriák, nóták 211.)
- A magyar szabadságharc története. Budapest, 1899 → több kiadásban (1909)[7]
- Aranykincstár. Legújabb nélkülözhetetlen tanácsadó minden család és háztartás számára. Budapest, 1919

### Műfordításai, átdolgozásai
- Levelek, a polgári házasságról. Minden szabadelvű polgárnak ajánlva. Németből Monte Christo. [Brankovics György.] Győr, 1869
- A nő a nemzetgazdászat terén. Dr. Stein Lőrincz nyomán. Németből szerkesztette Brankovits György. Budapest, 1876
- Meixner: Oriola. Regény. Fordította Brankovics György. Budapest, 1879
- Rudolf koronaherczeg és Stefánia herczegnő: Utazás a keleten. Fordordította Brankovics György. 2. kötet. Budapest, 1883.
- Schweiger Lerchenfeld Amand: A nővilág. Fordította Brankovics György. Budapest, 1884 (füzetes formában is megjelent)
- Tolstoj Leo, gróf: A házasság regénye. Fordította Brankovics György. Budapest, 1891

## Egyéb irodalom
- Gulyás Pál: Magyar írók élete és munkái – új sorozat I–XIX. Budapest: Magyar Könyvtárosok és Levéltárosok Egyesülete. 1939–1944.  , 1990–2002, a VII. kötettől (1990–) sajtó alá rendezte: Viczián János